# Pickworth (Lincolnshire)
Pickworth – wieś w Anglii, w hrabstwie Lincolnshire, w dystrykcie South Kesteven. Leży 39 km na południe od Lincoln i 155 km na północ od Londynu.